# Eupithecia holmi
Eupithecia holmi är en fjärilsart som beskrevs av Fletcher 1958. Eupithecia holmi ingår i släktet Eupithecia och familjen mätare. Inga underarter finns listade i Catalogue of Life.